# Frango-d’água-africano
Frango-d’água-africano (nome científico: Rallus caerulescens) é uma espécie de ave da família Rallidae.
Pode ser encontrada nos seguintes países: Angola, Botswana, Burundi, Camarões, República do Congo, República Democrática do Congo, Etiópia, Gabão, Quénia, Lesoto, Malawi, Moçambique, Namíbia, Ruanda, Serra Leoa, África do Sul, Sudão, Essuatíni, Tanzânia, Uganda, Zâmbia e Zimbabwe.